# Une affaire de goût
Pour plus de détails, voir Fiche technique et Distribution.
Une affaire de goût est un film français réalisé par Bernard Rapp, sorti en 2000.
Le film suit Frédéric Delamont, un riche industriel original et phobique, qui fait la connaissance d'un jeune serveur intérimaire de restaurant, Nicolas Rivière. Quelques jours plus tard, ce dernier est reçu par Delamont qui lui propose d'être son goûteur particulier. Delamont le façonne ensuite selon ses désirs. Cette relation professionnelle insolite mais légère dérivera rapidement vers un jeu infiniment plus dangereux pour les deux hommes.
le film est adapté du roman Goûter n'est pas joué de Philippe Balland

## Synopsis
Frédéric Delamont rencontre Nicolas Rivière au hasard d'un déjeuner. Nicolas est alors un simple serveur à l'essai, qui ne sait même pas expliquer aux clients du restaurant ce qu'il leur sert. Dès le début, Frédéric le met à sa merci, commençant par lui signifier son ignorance réelle, et immédiatement après le défiant de goûter le plat afin de pouvoir renseigner les clients. Nicolas commet alors l'acte de piquer une fourchette dans l'assiette de ce riche client pour goûter, ce qui lui entraîne immédiatement les foudres du maître d'hôtel, mais Delamont intervient, éloigne le maître d'hôtel en le rassurant sur la bonne conduite du serveur.
Par la suite, Frédéric Delamont s'impose de plus en plus dans la vie de Nicolas Rivière, le détournant de son idylle avec une vendeuse de journaux, mais aussi de son amitié avec trois autres colocataires. Il commence par dix jours de "séminaire de formation" dans la maison de famille de Delamont, avec isolement téléphonique et géographique. Il lui confie également que deux mois avant leur rencontre, il a tenté de se suicider mais n'avait pu se résoudre à prendre sa propre vie.
Il le dépare aussi de ses propres goûts : Frédéric hait le fromage et le poisson mais adore les tripes, c'est le contraire pour Nicolas. À l'issue de plusieurs jours de jeûne sous surveillance médicale, Frédéric fait servir des assiettes de fruits de mer et de fromages à Nicolas, sans l'avertir qu'il y fait ajouter des vomitifs. Après trois jours d'enfer passés à rendre "de la bile", Nicolas est définitivement guéri de ses goûts "différents" de ceux de Frédéric. Celui-ci parachève son œuvre en lui faisant goûter une excellente recette de tripes, qu'il lui fait ainsi aimer.
Après avoir changé les goûts culinaires de Nicolas, Frédéric lui fournit costume, appartement, décoration d'intérieur, et même occasionnellement les services de son cuisinier personnel (Charles Berling) et de son chauffeur (qui refuse toute promiscuité avec Nicolas, l'assurant qu'ils ne sont pas "du même côté de la barrière").
Lors d'un repas avec ses amis de toujours, les nouveaux airs de Nicolas amusent ceux-ci, au point qu'il se fâche et qu'ils quittent la soirée. Le cuisinier ne manque pas de tout rapporter à Frédéric, qui se montre très curieux.
Le lendemain même, il offre une montre à Nicolas, dans un geste d'amoureux qui se fend d'une bague de fiançailles ; il lui offre "la même que la sienne", ajoutant : « Ainsi désormais nous vivrons tous deux au même rythme. »
Par la suite, il empêche Nicolas de se réconcilier avec Béatrice, l'emmenant loin de Lyon avec lui, le poussant dans les bras d'une belle inconnue à l'hôtel où ils se trouvent, leur réservant une suite dans leur hôtel, avant de s'introduire dans la salle de bains attenante à leur chambre à coucher et d'exiger de se substituer à Nicolas pour conclure l'acte : « Vous pouvez goûter, pas consommer ». Nicolas accepte, non sans résistance.
Frédéric, à leur retour, installe Nicolas à l'étage au-dessus de son appartement. Il s'absente pourtant une semaine. Quand Nicolas lui en fait le reproche, Frédéric joue les maris étonnés par la jalousie, et lui dit qu'il leur faut se "désintoxiquer" par une séparation plus longue.
Le prochain séjour sera donc une isolation plus marquée de Nicolas : il est envoyé un mois dans le désert au Sud de la Tunisie, sous prétexte de "goûter la solitude" pour Frédéric. Il en revient éreinté, esseulé, et plus dépendant que de Nicolas. À son retour, il a été remplacé par un autre goûteur, et ne supporte pas d'avoir été remplacé. Nicolas fait une "crise de jalousie", et Frédéric réussit à placer ce point à son avantage, la lui rejetant en pleine face : « Nous n'avons pas signé un contrat de mariage ». Juste après, il le console en l'assurant que ce nouveau goûteur n'était qu'un remplaçant, et qu'il ne valait pas Nicolas. Pour se faire pardonner, il l'invite à prendre trois jours de vacances ensemble.
Les deux compères partent donc au ski, dans un autre lieu de famille et d'enfance de Frédéric, qui n'en finit pas d'emmener Nicolas et de l'initier à son propre univers. Là, Frédéric se casse la jambe, alors que Nicolas avait testé la piste avant lui et lui avait remarquer qu'il était dangereux de "commencer par une piste noire". Frédéric est furieux et licencie Nicolas : ils sont désormais trop différents, le maître ayant la jambe cassée et son alter ego gambadant. Il lui faut un sacrifice physique.
Nicolas l'exécute très peu de temps après, seul dans un hôtel, après avoir essayé de joindre Béatrice qui lui a raccroché au nez. Afin de retrouver son patron manipulateur, il se brise ainsi volontairement la jambe gauche avec la base d'un lourd vase en verre, entraînant des blessures plus graves que celles de Frédéric.
À peine plâtré, encore gisant dans son lit d'hôpital, il reçoit la visite de celui-ci. Frédéric lui avoue son profond attachement pour son ancien avant de le quitter. Nicolas sombre alors dans une profonde dépression, étant surveillé de loin par le médecin personnel de Frédéric (celui-là même qui avait fourni les vomitifs) dont il n'a aucune nouvelle. Béatrice et leurs amis l'accueillent cependant pour une soirée de retrouvailles. Il est à peine réinstallé dans ses meubles que le téléphone sonne. Frédéric le convoque une ultime fois, Nicolas accourt.
Là, chez Frédéric, qui l'accueille en peignoir et lui propose de le reprendre à condition qu'il se mette à genoux et lui lèche les pieds. Il joint la parole au geste en ôtant son pied de son chausson de cuir. Nicolas feint de quitter l'appartement, Frédéric rejoint son bain. En fait, Nicolas attrape dans l'entrée un poignard japonais et rejoint son ancien patron. En le voyant armé, Frédéric sourit.

## Fiche technique
- Titre original : Une affaire de goût
- Réalisation : Bernard Rapp
- Scénario : Bernard Rapp et Gilles Taurand d'après le roman de Philippe Balland, initialement édité sous le titre Goûter n'est pas jouer[1]
- Production : Catherine Dussart et Chantal Perrin
- Musique : Jean-Philippe Goude, Vivaldi
- Photographie : Gérard de Battista
- Sociétés de production : Canal+, Catherine Dussart Productions (CDP), Rhône-Alpes Cinéma, Centre national de la cinématographie (CNC), France 3 Cinéma, Sofica Gimages 2, Procirep, Studio Images 6
- Genre : thriller
- Durée : 90 minutes
- Pays :  France
- Format : couleurs - DTS
- Dates de sortie :
  -  Allemagne : 13 février 2000 (marché européen du film)
  -  France : 26 avril 2000
  -  Belgique : 26 avril 2000

## Distribution
- Bernard Giraudeau : Frédéric Delamont
- Jean-Pierre Lorit : Nicolas Rivière
- Florence Thomassin : Béatrice
- Charles Berling : René Rousset
- Jean-Pierre Léaud : le magistrat
- Artus de Penguern : Flavert
- Laurent Spielvogel : docteur Rossignon
- Elizabeth Macocco : Caroline
- Anne-Marie Philipe : docteur Ferrières
- Delphine Zingg : Nathalie
- David D'Ingeo : Marco
- Frédéric De Goldfiem : Félix
- Patrick Zimmermann : le chauffeur de Frédéric
- Claude Lesko : le chef de sécurité de Frédéric
- Vincent Tepernowski : second goûteur

## Distinctions
Récompenses
- Festival de Cognac 2000 : Grand Prix, Prix de la critique et Prix de la découverte
- Festival de Karlovy Vary 2000 : Mention spéciale
- Festival d'Agrigente 2001 : Éphèbe d'or[2], récompensant le meilleur film « littéraire » de la production mondiale

Nominations
- Festival de Karlovy Vary 2000 : Globe de Cristal
- César 2001 : Meilleur film, meilleur acteur (Bernard Giraudeau), meilleure second rôle féminin (Florence Thomassin), meilleur espoir masculin (Jean-Pierre Lorit), meilleur scénario

## Chronologie du film
Cette intrigue est présentée au spectateur en flash-back : le présent est celui de l'enquête policière sur le meurtre de Frédéric, et des interrogations psychologiques des médecins qui s'occupent de Nicolas après son geste.

### Lyon
On peut voir différents monuments lyonnais dans ce film:
- funiculaire qui mène de Saint-Jean à Fourvière ;
- tour Part-Dieu ;
- berges du Rhône et architecture typiquement lyonnaise (immeubles de quatre étages aux couleurs ocres et pourpres).

Le choix de Lyon, capitale de la gastronomie, n'est pas innocent. D'ailleurs, cette ville présente d'autres caractéristiques propices au scénario : les deux fleuves enfermant une presqu'île, dans laquelle est enfermé Nicolas mais pas tout à fait ; la proximité de plusieurs régions de France : montagne (froideur, déclencheur de la chute physique des deux personnages, mais aussi de la chute de leur histoire), Bourgogne (plaisirs de la chère qui peuvent symboliser ceux de la chair) ; cette proximité illustre l'ambiguïté fondamentale de leurs relations, qui passent du froid au chaud, de l'osmose à la haine.